# Zgornja Radovna
Zgornja Radovna (Duits: Ober Rothwein) is een plaats in Slovenië en maakt deel uit van de gemeente Kranjska Gora in de NUTS-3-regio Gorenjska. De plaats telde 76 inwoners op 1 januari 2020.
Zgornja Radovna is gelegen ten zuiden van Mojstrana in de Kot-vallei. In de omgeving (ten zuiden) is de berg Triglav van 2864 meter, de hoogste berg van Slovenië.